# Sant Pere de les Cases d'Alcanar
Sant Pere de les Cases d'Alcanar és una església de les Cases d'Alcanar (al municipi d'Alcanar, Montsià) inclosa a l'Inventari del Patrimoni Arquitectònic de Catalunya.

## Descripció
És sufragània de la parroquial d'Alcanar i és de planta rectangular amb només una nau, sense capelles.
Els murs, fets de maçoneria arrebossada, a l'interior es divideixen en quatre sectors mitjançant pilastres, amb capitells de tipus corinti, que es corresponen amb els quatre trams de la volta.
Una imposta sostinguda per petits permòdols decoratius recorre els murs diferenciant-los de la coberta; a sobre, petites finestres amb arc de mig punt, volta de creueria sexpartida, determinada per arcs de mig punt i dividida en quatre trams pels arcs torals que es recolzen a les pilastres dels murs laterals.
A l'exterior, la façana és rectangular i té una espadanya a sobre; la porta té una llinda emmarcada amb pedra, i a sobre una fornícula, amb emmarcament d'inspiració clàssica, que aixopluga la figura de sant Pere. Al nivell superior hi ha motllura decorativa.
Al presbiteri de l'església hi ha pintures i tapissos decorant els murs: al costat de l'Evangeli hi ha una pintura de la Verge del Remei, i una de la Pesca Miraculosa al de l'Epístola. Al mur del fons, tres tapissos representen Jesús sobre les aigües, el Petó de Judes i la Verge i el Nen rodejats d'àngels.

## Història
El 1757, el Bisbe manà a l'Ajuntament d'Alcanar reparar l'ermita de Sant Pere del Mar. Devia tractar-se d'un edifici anterior a l'actual que, si per aquestes dates ja estava malmès, devia haver estat construït des de feia temps. No sabem si l'emplaçament era el mateix que el de l'actual, ja que algunes opinions apunten cap a una antiga torre ubicada on ara hi ha l'església.
Només hi ha dues referències concretes: una és la data "1862" gravada sobre la porta d'accés, i, l'altra, és de l'any 1865, ja que se sap que van ser acabades les obres.
L'any 1862, el nucli de les Cases va ser organitzat com a població encara que hi havien hagut pescadors instal·lats des de feia molt de temps.
També s'ha trobat documentada una "iglesia del mar" del 1871, que encara estava incabada, ja que "calia mirar com construir la teulada".
Abans s'ha dit que l'església s'aixecà al solar on, en principi, hi havia hagut una torre fortificada. Aquesta es va fer en honor de Felip V i era coneguda com a torre de Sant Felip o Sant Pere, del segle xviii. Hi ha testimonis que encara se'n recorden d'haver vist la base d'una torre quadrada a la part central superior de la plaça de l'església que desaparegué en pavimentar tot el sector.
El 1944 es col·locà l'actual rellotge. El bisbe manà treure la maquinària del rellotge el 1959, però això no es va fer fins a 1994, quan el rector Mn. Joan Ferre va tornar a donar l'ordre amb la idea d'ampliar el cor.
Actualment, aquesta església és parròquia.